# Моисеевичи (Новгородский район)
Моисе́евичи — деревня в Новгородском районе Новгородской области, входит в состав Ракомского сельского поселения.
Деревня расположена в Новгородском поозерье на левом берегу реки Веряжа в 4 км к западу от озера Ильмень. Ближайшие населённые пункты — деревни Георгий и Неронов Бор.
| 2010 |
| ---- |
| 42   |